# Hannig
Hannig ist als slawischer Familienname eine westslawische mundartliche Übersetzung des hebräischen Vornamens Johannes („Gott ist gnädig“). Er trat besonders in den Ländern der Böhmischen Krone auf, wo es auch das gleichnamige Vladikengeschlecht gab. Weitere verbreitete Namensvarianten sind vor allem Hennig, Hannich und Hanning.
Namenstag der Familie ist der Johannistag am 24. Juni.

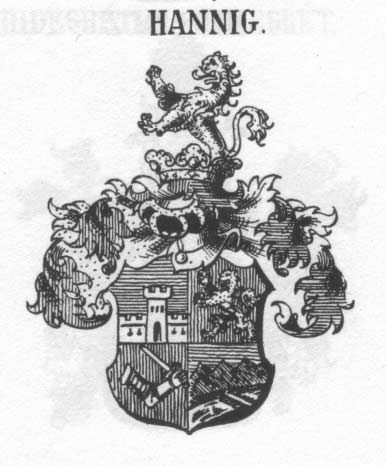
Das Wappen der kroatischen Hannigs

## Namensträger
- Alex Hannig (1897–1987), chilenischer Leichtathlet deutscher Herkunft
- Frank Hannig (Rechtsanwalt) (* 1970), deutscher Rechtsanwalt
- Frank Hannig (Informatiker) (* 1974), deutscher Informatiker und Hochschullehrer
- Gary Hannig (* 1952), US-amerikanischer Politiker
- Georg Hannig (1872–1934), deutscher Landschaftsgärtner, Direktor des Stettiner Hauptfriedhofs
- Heinke Hannig (* 1957), deutsche Schriftstellerin und Hörspielautorin
- Henner Hannig (1944–2017), deutscher Denkmalpfleger, Architekt und Hochschullehrer
- Johann Georg Carl von Hannig (1709–1784), österreichischer Feldmarschallleutnant
- Julius Robert Hannig (1866–1931), deutscher Bildhauer
- Nicolai Hannig (* 1980), deutscher Historiker
- Petr Hannig (1946–2025), tschechischer Musikproduzent
- Rainer Hannig (1952–2022), deutscher Ägyptologe
- Theresa Hannig (* 1984), deutsche Schriftstellerin
- Ute Hannig (* 1972), deutsche Schauspielerin
- Wolf-Peter Hannig (* 1956), deutscher Kommunalpolitiker (Die Linke), Volkskammerabgeordneter

## Gebäude
- Hannig-Building in Austin, Texas
- Hannigburg in Grodziszcze
- Hannig-Mühle (Hannigův mlýn) in Heřmanice u Frýdlantu (ehemals Hermsdorf in Böhmen)
- Dreifaltigkeitshof in der Mariahilfer Straße 82, in VII. Wiener Gemeindebezirk, dem Wiener Domizil von FML Hannig

- Hannig ist auch der Name einer Straße in Logandale, Clark County (Nevada)